# Ten Zan: The Ultimate Mission
Ten Zan: The Ultimate Mission (hay Missione Finale) là một phim trinh thám của đạo diễn Ferdinando Baldi, xuất phẩm năm 1988.

## Diễn viên
- Frank Zagarino... Lou
- Romano Kristoff... Ricky
- Charles Borromel
- Sabrina Siani... Glenda
- Mark Gregory... Jason
- Jinny Rockers
- Chung Soi
- Kao Deng

## Ê-kíp
- Chỉ đạo nghệ thuật: William Parker
- Phục trang: Diane Koster, Yulie Mattews
- Hóa trang: Patrice Mandel, Paul Murphy